# كين ليتل
كين ليتل (بالإنجليزية: Ken Little)‏ هو فنان أمريكي، ولد في 1947.